# 사막화

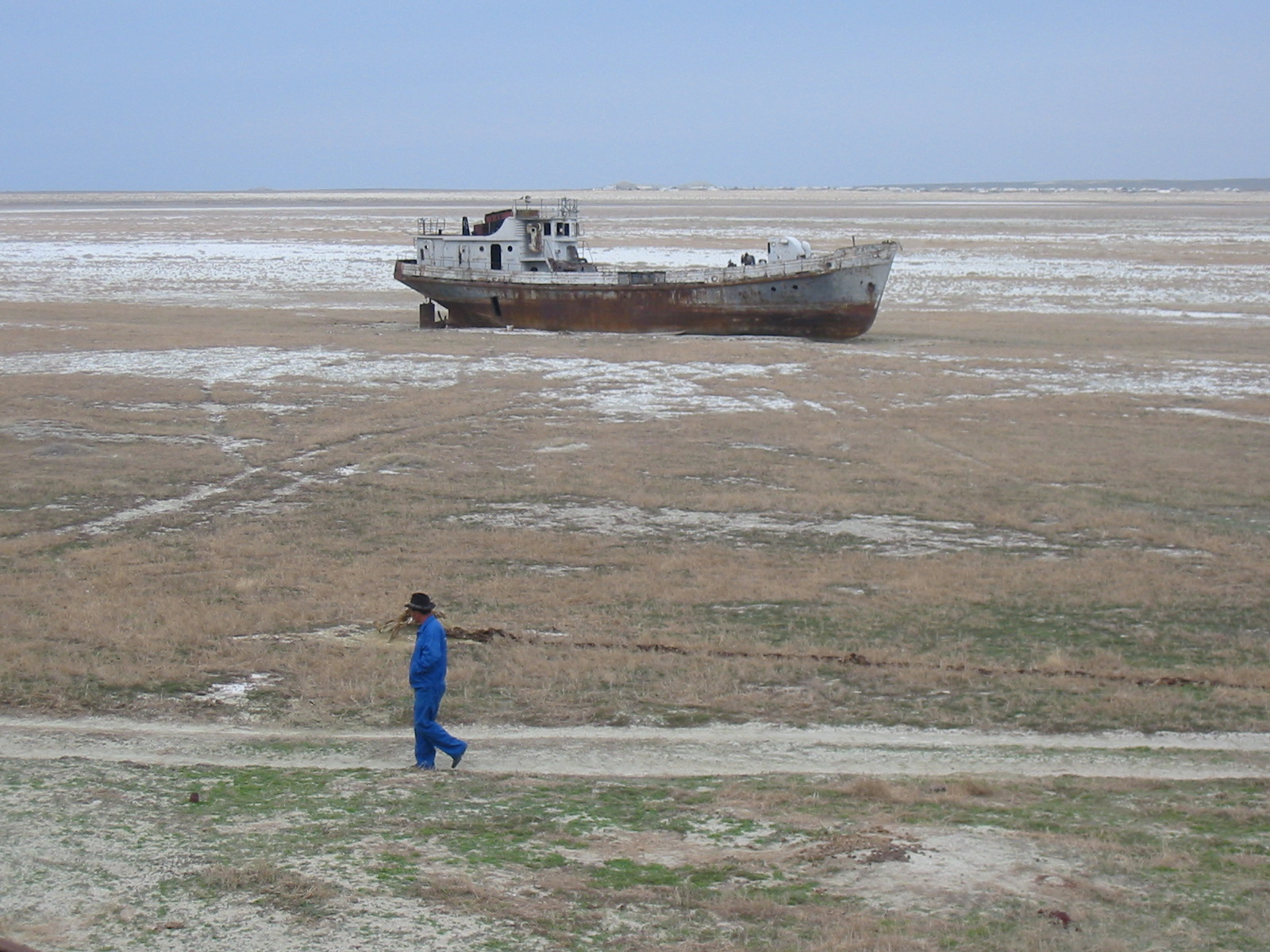
바닥이 드러난 아랄해에 배 한 척이 방치된 채 녹슬어 가고 있다

사막화(沙漠化, Desertification)는 기상 변화로 인하여 수목이 말라 죽고 건조한 나대지 출현 현상을 말한다. 마을이나 오아시스가 밀려드는 사구(砂丘)에 의해 파묻히거나 지나친 벌채나 방화, 지나친 녹지화로 인하여 자연 식생 회복 능력을 잃고 인공 녹화도 성공하지 못한 경우에 일어난다. 아마존강 상류 지역의 광역 벌채, 아프리카 여러 나라의 농업정책 실패 등의 예가 잘 알려져 있다.
중국 북서부에서 사막화가 진행되어 농토를 먹어치우고 있다. 사막화의 원인은 자연적 요인과 인위적 요인으로 나뉜다. 우선, 자연적 요인에는 가뭄, 건조화 현상이 있다. 가뭄이나 건조화 현상은 고압대(고기압의 영향을 많이 받는 곳)에 위치하여 강우량이 잘 생기지 않은 경우나,
높은 산간지대에 위치하여 구름이 넘지 못하는 곳의 경우에 생긴다. 인위적 요인에는 환경오염, 산림벌채, 관개, 개간 등이 있다. 토지가 오염이 되거나 관개시설의 무리한 확장의 경우에는 토지에 수목들이 자랄 양분이 부족해지게 된다. 개간이나 땔감 등을 위해 산림벌채까지 하게 되면 지표의 반사율이 높아져 급속도로 냉각화되고 주변 지역에 하강기류가 강하게 생기면서 건조화는 확장된다. 그리고 사막화는 도시화 때문에도 발생한다.

## 현황과 원인
토지가 황폐화되는 궁극적인 모습이 사막화이다. 사막화라는 것은 새로운 현상은 아니다. 역사적으로는 나일강 유역, 황하 유역 등 고대 문명의 발상지가 오늘날 황야나 사막으로 변모해 있다. 그리고 시리아·레바논·그리스·이탈리아·멕시코·페루 등 문명의 꽃을 피운 지역들은 모두 표토가 벗겨져 나가 황량한 토지로 변하고 있다. 도시나 문명이 토지를 얼마나 황폐화시키는지 역사가 웅변적으로 말해 주고 있다. 그러나 사실 도시나 문명만 사막화의 원인은 아니며 오히려 농사를 지을 수 없는 사막이 농경민보다 유목민들한테 더 유리하기 때문에 유목민 지역들이 사막화된 사례가 많다. 농경민들의 경우에는 농사를 짓기 위하여 사막화를 막으려고 노력한 편이다.
사막화의 원인으로는 기후의 건조화라는 자연적 요인과 생태계의 허용 한계를 넘은 인간 활동이라는 인위적 요인이 있다. 구체적으로는 초지(草地)의 재생 능력을 넘은 가축 방목, 휴경(休耕) 기간의 단축 등 과잉 경작에 의한 지력(地力)의 저하, 신탄재나 용재(用材) 확보를 위한 삼림 벌채, 관개(灌漑)에 의한 염분 집적과 알칼리화 등이다. 풀과 나무가 사라지면 지표의 반사율이 증가하여 다른 지표에 비해 열을 적게 흡수하므로 주위보다 온도가 낮아진다. 따라서 하강기류가 형성되고 강수량이 감소하여, 토양 중에는 수분이 적어지므로 사막화가 빠른 속도로 진행된다.  유엔사막화방지회의(UNEP)가 1992년에 발표한 보고서 「사막화 현상 및 사막화 방지행동 계획의 실시 상황에 대하여」에 의하면 지구 육지의 약 40%는 건조지이며, 그 면적은 61억 헥타르(ha)를 넘는다. 이 가운데 9억 헥타르(15%)는 사막이다. 나머지 52억 헥타르 지역에 세계 인구의 약 5분의 1이 거주하고 있으며, 약 70%(35억 6,217만 헥타르) 지역에서 사막화가 진행되고 있다. 사막화 내용은 과잉 방목이 93%로 대부분을 차지하며, 그 다음으로는 빗물 의존 농경지가 6%, 나머지 1%가 관개 시설 열악으로 인한 것이다.

## 같이 보기
- 의